# Ганутель
Ганутель (англ. Ganutell) — это искусство изготовления цветов из тонкой спиральной проволоки и шёлковой нити, а также бисера, бусинок и жемчужинок, зародившееся в монастырях Мальты. Позже поделки в технике ганутель добрались и до резиденции Папы Римского: цветы украшали алтарь, придавая ему более мягкий и приятный вид. В монастырях Средиземноморья до сих пор сохранилась эта техника создания цветов из проволоки для украшения алтаря.
В XVI веке спиральную проволоку из золота или серебра называли по-итальянски «canutiglia», а по-испански «canutillo», на русском языке вероятно это слово трансформировалось в «канитель».

## Техника плетения
Для изготовления ганутели используется тонкая проволока, которая обычно плотно наматывается на спицу либо на другой гладкий цилиндрический предмет. После того, как будет намотана спираль достаточной длины, полученная спираль снимается со спицы, из неё сворачивается будущий лепесток ганутели. На каждое звено полученного лепестка последовательно наматывается цветная нить. Несколько сплетенных нитей далее связываются в единый цветок — ганутель.